# Владо Томановић
Владимир Владо Томановић (Велимље, код Никшића, 15. јануар 1907 — 1943), учесник Народноослободилачке борбе и народни херој Југославије.

## Биографија
Рођен је 15. јануара 1907. године у селу Велимљу, код Никшића. Потиче из сиромашне сељачке породице. Основну школу је завршио у Билећи, а гимназију у Сарајеву. Потом је уписао Правни факултет у Београду, на ком је дипломирао 1933. године. Пошто су му родитељи били слабијег имовног стања и нису могли да га школују, током школовања морао је сам да се издржава - дајући часове ђацима из имућнијих породица, као и радећи разне физичке послове.
После одслужења војног рока, у Школи за резервне официре у Сарајеву, крајем 1934. године се запослио, као судски приправник у Сенти. Године 1939. постављен је за судију Окружног суда у Суботици, а затим и за државног јавног тужиоца. За време студија, припадао је револуционарном студентском покрету, али није био члан Комунистичке партије Југославије (КПЈ). Пред рат се повезао са месном организацијом КПЈ у Суботици, и учествовао у прикупљању помоћи за политичке робијаше-комунисте, који су били у затвору у Сремској Митровици.
После Априлског рата и окупације Краљевине Југославије, 1941. године, мађарске окупационе власти су га протерале из Суботице у Србију. После прогона из Бачке, отишао је у Чачак, где се повезао са месном организацијом КПЈ и активно учествовао у припремама оружаног устанка. Налазио се у групи првих бораца, која је напустила Чачак и учествовала у формирању ударних група, од којих је настао Чачански партизански одред. Потом је постављен за командира једне чете у Одреду. Пошто се истакао у борбама с Немцима, током лета 1941. године, у октобру је пребачен у ослобођени Чачак и постављен за команданта одбране града. Своје војно знање, стечено у Школи резервних официра, преносио је на млађе борце.
После Прве непријатељске офанзиве и повлачења главнине партизанских снага у Санџак, одлуком Врховног штаба НОПО Југославије, новембра 1941. године, упућен је у Херцеговину, у билећки срез. Убрзо по доласку у Херцеговину, крајем децембра 1941. године, постављен је за команданта Билећког партизанског батаљона. Његов први ратни успех у Херцеговини, био је напад на војни логор у Билећи - у току ноћи, с малом групом бораца и пушкомитраљезом, привукао се војној касарни и у свануће, када су италијански војници имали смотру отворио ватру на њих, а затим се, искористивши збуњеност непријатеља, повукао. У овом нападу убијено је десетак италијанских војника, а више њих рањено.
Са својим батаљоном, 25. јануара 1942. године, извео је још једну успешну акцију - код села Чепелице сачекао је италијанску моторизовану колону, која је из Требиња ишла ка Билећи. Иако су им били нанети велики губици, Италијани су се брзо средили и почели тенковима да потискују партизане. Владо се тада с неколицином борца, пробио непријатељу иза леђа и бомбама уништио посаде батерије брдских топова и минобацача. Овај подвиг је одлучио ток битке, јер су се италијански војници, без подршке артиљерије, почели повлачити. У овој акцији убијено је 40, а рањено 60 италијанских војника, заплењена су два топа, неколико пушкомитраљеза, већи број пушака и муниције. Као награду за ову успешно изведену акцију, Владо је најпре крајем јануара постављен за командната Штаба сектора Билећа-Требиње, а почетком фебруара 1942. године је примљен у чланство Комунистичке партије Југославије (КПЈ).
Крајем марта 1942. године постављен је за команданта Јужнохерцеговачког партизанског одреда. С овим Одредом, је после уништења усташког упоришта Борач, крајем априла, продро дубокo у непријатељску позадину, у јужну Херцеговину, у долину Неретве, до Хутова и Чапљине, уништавајући непријатељска упоришта код Хрсна, Пребиловаца и др. Овај продор натерао је непријатеља, да део својих снага пребаци у јужну Херцеговину, чиме је ослабљен притисак на партизанске снаге у североисточној Херцеговини.
После италијанско-усташке офанзиве у Херцеговини, у којој су у борбама против партизана учествовали и четници, у мају и почетком јуна 1942. године, када се главнина партизанских снага повукла из Херцеговине као централној Босни и Босанској крајини, Владо је постављен за заменика команданта Херцеговачког партизанског одреда. Када је 10. августа 1942. године овај одред реорганизован у Десету херцеговачку бригаду, Владо је постао заменик команданта бригаде. Заједно са бригадом, током друге половине 1942. и почетком 1943. године, учествовао је у низу борби: на Купресу, око Посушја и Имотског, Јајца, Бусоваче и Вакуфа, око Турбета и Жепча, као и другим местима западне и централне Босне. У бици за Прозор, 15-17. фебруара 1943. године, Владо је успешно командовао нападом на град, а затим је код Раме потукао остатке италијанског гарнизона из Прозора. Тада је заробљен велики број италијанских војника, као и заплењене велике количине ратног материјала - десет тенкова, камиони и др. Током марта и априла 1943. водио је борбе с црногорским и херцеговачким четницима на обалама Неретве и око Невесиња и Гацка. Све до почетка Пете непријатељске офанзиве, његова бригада водила је борбе с Италијанима и четницима, у Херцеговини и Црној Гори. Од средине маја 1943. године, његова бригада је водила веома тешке борбе с припадницима немачке Седме СС дивизије „Принц Еуген“.
Владо је погинуо 2. јуна 1943. године, у борбама на планини Јаворку. Тада је привремено преузео команду над Првим батаљоном Десете херцеговачке бригаде и био смртно рањен од непријатељске минобацачке гранате.
Указом Председништва Антифашистичког већа народног ослобођења Југославије (АВНОЈ), 26. јула 1945. године, међу првим борцима Народноослободилачке војске, проглашен је за народног хероја.